# Arrade destituta
Arrade destituta là một loài bướm đêm thuộc họ Erebidae. Nó được tìm thấy ở Úc.
- Tư liệu liên quan tới Arrade destituta tại Wikimedia Commons